# Hilvarenbeekse Muziekprijs
De Hilvarenbeekse Muziekprijs werd in 1963 in het leven geroepen ter gelegenheid van het 125-jarig bestaan van de plaatselijke Koninklijke Harmonie Concordia van 1839 Hilvarenbeek.
Als voornaamste doel gold daarbij het stimuleren van het maken van composities voor harmonieorkest en het bieden van een kans aan jonge, nog onbekende componisten. Later werd de prijs door het gemeentebestuur van Hilvarenbeek ter beschikking gesteld en zij hebben ook de voorwaarden van haar wedstrijd aangepast: De composities moeten uitvoerbaar zijn door een amateurorkest. Letterlijk vermeldt het reglement: De moeilijkheidsgraad mag het haalbare voor amateurharmonieorkesten niet overschrijden, terwijl de makkelijke speelbaarheid en eenvoud van de compositie op zich geen nadeel behoeft te zijn om voor een prijstoekenning in aanmerking te komen. De compositie moet voor uitvoerenden begrijpelijk en realiseerbaar zijn en voor luisteraars verstaanbaar, doch binnen dit kader rijk aan vernieuwingen ten aanzien van ritmiek, melodie en harmonie.
De plaats met haar muziekprijs stond al jarenlang bekend als een goede voedingsbodem voor nieuwe composities voor harmonieorkest. De Hilvarenbeekse Muziekprijs werd tweejaarlijks toegekend, maar dat men serieus te werk gaat blijkt vervolgens in 1966 en 1972, toen geen van de ingezonden composities voor een prijs in aanmerking kwam.

## Winnaars
| jaar | prijs            | compositie | componist                         |
| ---- | ---------------- | --- | --------------------------------- |
| 1964 | 1e               | Saint David, Symfonische Scène                                                                                  | Meindert Boekel                   |
| 1964 | 2e               | Images Pittoresques                                                                                             | Hugo de Groot                     |
| 1966 | (niet toegekend) | (niet toegekend)                                                                                                | (niet toegekend)                  |
| 1968 | 1e               | Western Rapsody                                                                                                 | Kees Vlak                         |
| 1970 | 1e               | Festal Suite | Willy Hautvast                    |
| 1970 | 2e               | Roemeense Rapsodie, voor piano en harmonieorkest                                                                | Harry van Heugten                 |
| 1972 | (niet toegekend) | (niet toegekend)                                                                                                | (niet toegekend)                  |
| 1974 | 1e               | Atlantis (Ars Longa-Vita Brevis)                                                                                | Guy Duijck                        |
| 1974 | 2e               | Fryske Fantasie                                                                                                 | Kees Vlak                         |
| 1976 | 1e               | (niet toegekend)                                                                                                |                                   |
| 1976 | 2e               | Petite Suite Provençale (Les Olivettes)                                                                         | Werner Van Cleemput               |
| 1978 | 1e               | Heroïc Poem, later hernoemd in: Η ΑΡΑΧΝΗ ΠΟΙΗΜΑ ΤΗΣ ΥΒΡΕΩΣ - Arachne - Het gedicht van de (artistieke) hoogmoed | Werner Van Cleemput               |
| 1978 | 2e               | Divertissement Rapsodique (Pro Musica)                                                                          | Piet Stalmeier                    |
| 1980 | 1e               | Pneoo II | Daan Manneke                      |
| 1980 | 2e               | De beangstigde voorspelling van Inga Thorsson                                                                   | Willy Soenen                      |
| 1989 | 1e               | Melodra in Ska                                                                                                  | Pieter Hermsen                    |
| 2001 | 1e               | Suite, voor saxofoonkwartet, piano en slagwerk                                                                  | Eric Swiggers                     |
| 2001 | 2e               | Intermezzo für Klaviertrio                                                                                      | Christian Blaha                   |
| 2001 | 3e               | Trio 1984-1994, voor drie klarinetten                                                                           | Werner de Bleser                  |
| 2003 | 1e               | Contrafacta, Kamersymfonie nr. 1                                                                                | Jelle Tassyns                     |
| 2003 | 2e               | Charade, voor altviool en piano                                                                                 | Ingrid Meuris                     |
| 2003 | 3e               | Combattimento, voor dwarsfluit, cello en piano                                                                  | Ingrid Meuris                     |
| 2005 | 1e               | Seele und Danke, voor twee hobo’s (klarinetten), twee hoorns en twee fagotten                                   | Werner de Bleser                  |
| 2005 | 2e               | Blauwbaard, voor saxofoonkwartet en strijkkwartet                                                               | Tom de Haes                       |
| 2005 | 3e               | Rise of the Fall, voor dwarsfluit, hobo, hoorn, vibrafoon, bariton, saxofoon en cd                              | Matthias van Nispen tot Pannerden |